# Johann Lukas Schönlein
Johann Lukas Schönlein (né à Bamberg, principauté épiscopale de Bamberg, le 30 novembre 1793, décédé le 23 janvier 1864 dans la même ville) est un médecin universitaire bavarois, et naturaliste.

## Biographie
Il fit ses études médicales à Landshut, Iéna, Göttingen et Wurtzbourg où il reçut son habilitation en 1817 et où il commença sa carrière d'enseignant. À partir de  1833, il fut professeur à Zurich (où il fut le maître de Wilhelm Griesinger), avant de devenir, en 1839, titulaire de la chaire de thérapeutique et de pathologie à Berlin, où il eut comme élèves Rudolf Virchow et Theodor Billroth. Il fut aussi le médecin de Frédéric-Guillaume IV de Prusse.
Schönlein réforma et modernisa de manière fondamentale la médecine allemande en introduisant les méthodes des Sciences Naturelles dans le diagnostic. C'est lui qui, en 1839 donna son nom définitif à la tuberculose en faisant de cette affection jusqu'alors multiforme, une entité clinique unifiée. Il fut l’un des premiers professeurs de médecine allemands à donner ses cours dans sa langue maternelle au lieu du latin. Schönlein décrivit le purpura rhumatoïde (ou maladie de Schönlein) une variété de purpura allergique non thrombopénique encore connu aujourd’hui sous le nom éponymique de purpura de Henoch-Schönlein.
Il découvrit aussi la cause de la teigne, un champignon du genre trichophyton.

Son nom a été donné à la Schönleinstraße à Berlin et à la Schönleinsplatz à Bamberg.

## Référence
- Robert Arnholdt, Johann Lukas Schönlein als Tuberkulosearzt, In: Bayerisches Ärzteblatt (de) 1978, S. 702-707
- Johanna Bleker: Johann Lukas Schönlein. Dans: Wilhelm Treue, Rolf Winau (de) (dir.), Berlinische Lebensbilder II. Mediziner. Colloquium-Verlag, Berlin 1987, p. 51–69.
- Johannes Dietl (de), An Georg Büchners Totenbett. Dans: Bayerisches Ärzteblatt. 2013, Heft 12, p. 667 (online).
- Erich Ebstein (de), J. Lucas Schönleins Verdienste um die diagnostische Technik. Dans: Zeitschrift für klinische Medizin Berlin. Volume 71, 1910, p. 471–477.
- Heinz Rudolf Fuhrmann: Dr. Johann Lukas Schönlein, der Begründer einer neuen Zeit un der Medizin, In: Berichte der Phys.-med. Gesellschaft zu Würzburg, 1938, p. 130-179
- (de) Werner E. Gerabek, « Schönlein, Johann Lukas », dans Neue Deutsche Biographie (NDB), vol. 23, Berlin, Duncker & Humblot, 2007, p. 419–420 (original numérisé).
- Ludwig Gueterbock, Dr. J. L. Schönlein's, Professors in Berlin, Krankheitsfamilie der Typhen., Nach dessen neuesten Vorlesungen niedergeschrieben und herausgegeben von einem seiner Zuhörer, Zurich 1840
- Rudolf Herd: Dr. Johann Lukas Schönleins (1793-1864) fränkische Vorfahren und Verwandte, In: Bericht des Historischen Vereins Bamberg 100 (1964), p. 551-557
- K.-P. Kelber, M. Okrusch: (2006): Die geologische Erforschung und Kartierung des Würzburger Stadtgebietes von den Anfängen bis 1925 in Mainfränkische Hefte Würzburg Nr. 105, pages 71-115
- Günter Klemmt: Johann Lukas Schönleins unveröffentlichtes Vorlesungsmanuskript über den "Keichhusten". Matthiesen Verlag, Husum 1986 (Abhandlungen zur Geschichte der Medizin und der Naturwissenschaften 53),  (ISBN 978-3-7868-4053-4)
- Maximilian Knorr (de), Johann Lukas Schönlein Familie, Leben, Persönlichkeit. Dans: Berichte der Physikalisch-Medizinischen Gesellschaft zu Würzburg. Neue Folge, Volume 62, 1939.
- Gottfried Mälzer (de), Johann Lukas Schönlein (1793–1864). Ein genialer Mediziner, der seiner fränkischen Heimat stets verbunden blieb. Echter, Wurtzbourg, 1993.
- Andreas Mettenleiter, Das Juliusspital in Würzburg. Band III: Medizingeschichte. Herausgegeben vom Oberpflegeamt der Stiftung Juliusspital Würzburg anlässlich der 425jährigen Wiederkehr der Grundsteinlegung. Stiftung Juliusspital Würzburg (Druck: Bonitas-Bauer), Wurtzbourg, 2001,  (ISBN 3-933964-04-0), p. 198, 230–251, 292, 326–329, 444, 542–548, 768, 770 und öfter.
- (de) Julius Pagel, « Schönlein, Johann Lukas », dans Allgemeine Deutsche Biographie (ADB), vol. 32, Leipzig, Duncker & Humblot, 1891, p. 315-319
- Bernhard Schemmel (de), „… und weit wird erklingen sein Ruhm …“. Johann Lukas Schönlein (1793–1864). Arzt und Mäzen. Katalog zur Ausstellung der Staatsbibliothek Bamberg, Bamberg, 1993. (Digitalisat).
- (de) Rudolf Virchow. Gedächtnisrede auf Joh. Lucas Schönlein, Berlin, 1865. Discours d'éloge prononcé par Virchow à l'occasion du premier anniversaire de la mort de Schönlein, le 23 janvier 1865.
- Katalog der Sammlung Schoenlein. Catalog of the Schonleiniana Collection Universitätsbibliothek Würzburg, Boston/Mass. 1972
- Joh. Lucas Schoenlein von der Hirnmetamorphose, Inauguralabhandlung, Würzburg, Gedruckt bey F. E. Nitribitt, Universitätsbuchdrucker, 1816
- Theses ex universa Medicina. Quas Gratiosi in Inclyta Universitate Herbipolitana Medicorum Ordinis consensu pro Gradu Doctoris in Medicina, Chirurgia et Arte Obstetricia Rite Obtinendo Pubice, Defendet Die XXIV. Februarii MDCCCXVI. Horis Matutinis Consuetis Joannes Lucas Schoenlein, Bambergensis, Wirceburgi 1816 (Thesenverteidigung Schönleins im Jahre 1816)
- Allgemeine und spezielle Pathologie und Therapie, Nach J. L. Schönlein's Vorlesungen, Niedergeschrieben und herausgegeben von einem seiner Zuhörer, In vier Bänden, Wurtzbourg 1832 (unrechtmäßiger Vordruck), mit späterer Auflage Herisau 1834
- Schoenlein's klinische Vorträge in dem Charité-Krankenhause zu Berlin., Berlin 1842 (Zweite unveränderte Auflage)
- "... und ewig erklingen wird sein Ruhm ..." - Johann Lukas Schönlein (1793-1864), Katalog einer Ausstellung der Staatsbibliothek Bamberg, Bamberg 1993